# Sepolcro di Ludovico Aldomorisco

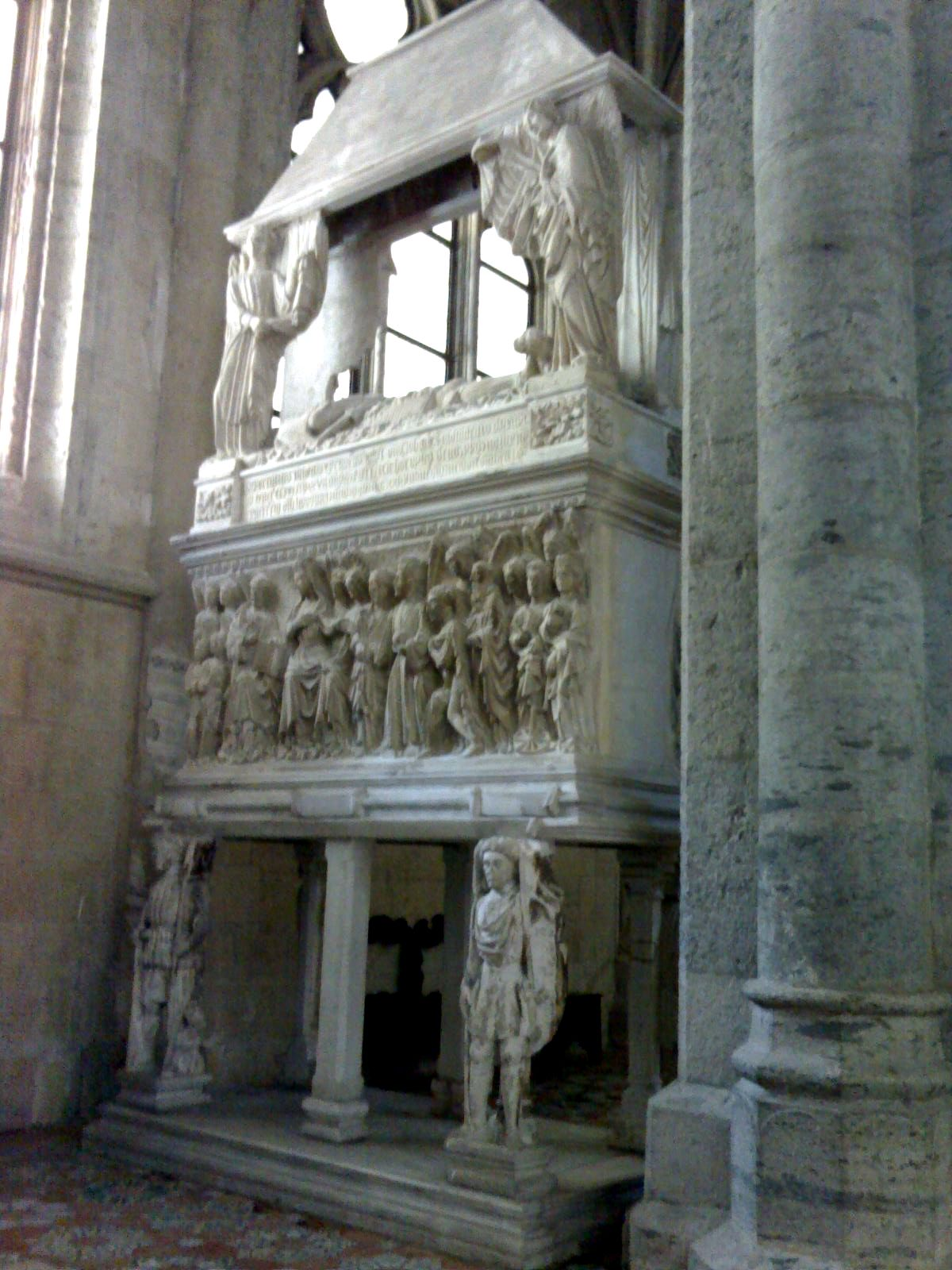
Il monumento sepolcrale (verso la II cappella)

Il sepolcro di Ludovico Aldomorisco è un monumento sepolcrale di Antonio Baboccio da Piperno (240×500×80 cm) eseguito nel 1421 e conservato presso la basilica di San Lorenzo Maggiore a Napoli.
La scultura è posta tra le prime due cappelle del lato destro della basilica e fu realizzata per ospitare Ludovico Aldomorisco, ammiraglio del regno di Napoli e consigliere del re Ladislao di Durazzo. Il sepolcro è sorretto da quattro cariatidi raffiguranti i figli del consigliere in vesti di guerrieri. Sui due lati del sarcofago sono visibili due altorilievi raffiguranti uno la Dipartita del defunto e la sua presentazione alla Vergine (verso la I cappella), e l'altro la Vergine che presenta il defunto all'Eterno Padre (verso la II cappella).
L'opera è ritenuta l'ultima conosciuta del Piperno che in precedenza aveva eseguito a Napoli i portali d'ingresso per la chiesa dei Pappacoda e per il duomo di Napoli, nonché i monumenti sepolcrali a Agnese e Clemenza di Durazzo e ad Antonio Penna nella basilica di Santa Chiara. 
Il monumento scultoreo è firmato e datato dall'autore con una inscrizione sulla parte inferiore del sarcofago.